# Chionolaena sartorii
Chionolaena sartorii là một loài thực vật có hoa trong họ Cúc. Loài này được Klatt mô tả khoa học đầu tiên năm 1887.